# Katherine Anderson
Katherine Elaine Anderson Schaffner (nascida em 16 de janeiro de 1944 - falecida em 20 de setembro de 2023) foi uma cantora estadounidense famosa por pertencer ao grupo vocal feminino de Motown conhecido como as the Marvelettes. Apesar de não ser conhecida por ter funções de líder adquiridos por Gladys Horton, Wanda Young, ou Ann Bogan, o papel de Schaffner foi tão notável quando ela era o único membro a sobreviver as várias encarnações que o grupo passou durante a década de 1960 até acabar em 1970.

## Biografia
Apesar de ter nascido em Ann Arbor, Michigan, Katherine Anderson foi criada em Detroit um subúrbio de Inkster, Michigan, onde desenvolveu uma paixão para cantar na sua adolescência. Em 1960, ela ajudou a formar um grupo com colegas do ensino secundário Gladys Horton, Geórgia Dobbins e os seus amigos Juanita Cowart e Georgeanna Tillman.
O grupo auto intitulava-se as Casinyets e começaram a apresentar-se em locais de escolas secundárias e festas de estudantes antes de finalmente conseguirem uma importante audição na Motown, onde, já estavam mudando o seu nome para as Marvels, elas apresentaram uma versão de uma música que Dobbins tinha co-escrito chamado "Please Mr. Postman". Tornou-se a primeira N.º 1 hit pop da Motown. As companheira da escola secundária de Inkster, Wanda Young substitui Dobbins e o grupo gravou em 1961 "Please Mr. Postman", assinando o contrato com a Motown, como as the Marvelettes.
Anderson fazia funções de apoio enquanto pertencia aos Marvelettes enquanto Horton e Young trocavam o papel de vocalista principal nas música das the Marvelettes. O primeiro elemento a partir depois de Dobbins ter saído ocorreu em 1962, quando Cowart também saiu. Dois anos mais tarde, devido a um impedimento de casamento e batalhas com doença falciforme e lúpus, a Tillman também renunciou do grupo. Em 1968, Gladys Horton deixou o grupo, citando o casamento como a razão para a sua partida e foi substituída por Ann Bogan.
Em 1970 os the Marvelettes separaram-se; Anderson saiu do mundo dos espectáculos. Quando Gladys Horton queria reformar o grupo, Anderson, que foi casada com Joe Schaffner, recusou-se a participar.
Em 1995, as the Marvelettes ganharam um Prémio Pioneiro no R&B Foundation Awards. Em 2004 elas foram indicadas para o Hall da Fama de Grupo Vocal . No ano seguinte, os singles clássicos das the Marvelettes Please Mr. Postman" e "Don't Mess With Bill" cada um recebeu certificações de Ouro pela RIAA de venda de um milhão de unidades.
De todos os originais das Marvelettes, Katherine é a mais activa hoje. Katherine aposentou-se de cantar quando o grupo Marvelettes se desfez em 1970. Ela tornou-se muito envolvida em ajudar jovens com problemas na área de Detroit. Ela é mãe de duas filhas adultas. Até 2016 Kat ainda residia em Inkster.
Katherine estava presente em 21 de novembro de 2009 para a comemoração do 50 ° Aniversário da Motown, realizada no histórico clube nocturno Roostertail no centro de Detroit.
As The Marvelettes foram nomeadas para a indução no Rock and Roll Hall of Fame, em 2013, e novamente em 2015.